# Robert Gergov
Robert Gergov (en bulgare : Роберт Миланов Гергов), né le 24 mai 1965, à Sofia, en Bulgarie, est un ancien joueur bulgare de basket-ball. Il évolue durant sa carrière au poste de pivot.

## Palmarès
- Coupe de Bulgarie 1991, 1993